# Mark Evanier
Mark Stephen Evanier (2 de março de 1952) é um autor de histórias em quadrinhos americanas, roteirista e historiador, conhecido por seu trabalho na série animada Garfield and Friends e pela revista em quadrinhos Groo, o Errante, criada ao lado do ilustrador Sergio Aragones Como historiador, foi o autor de uma premiada biografia sobre Jack Kirby intitulada Kirby: King of Comics.

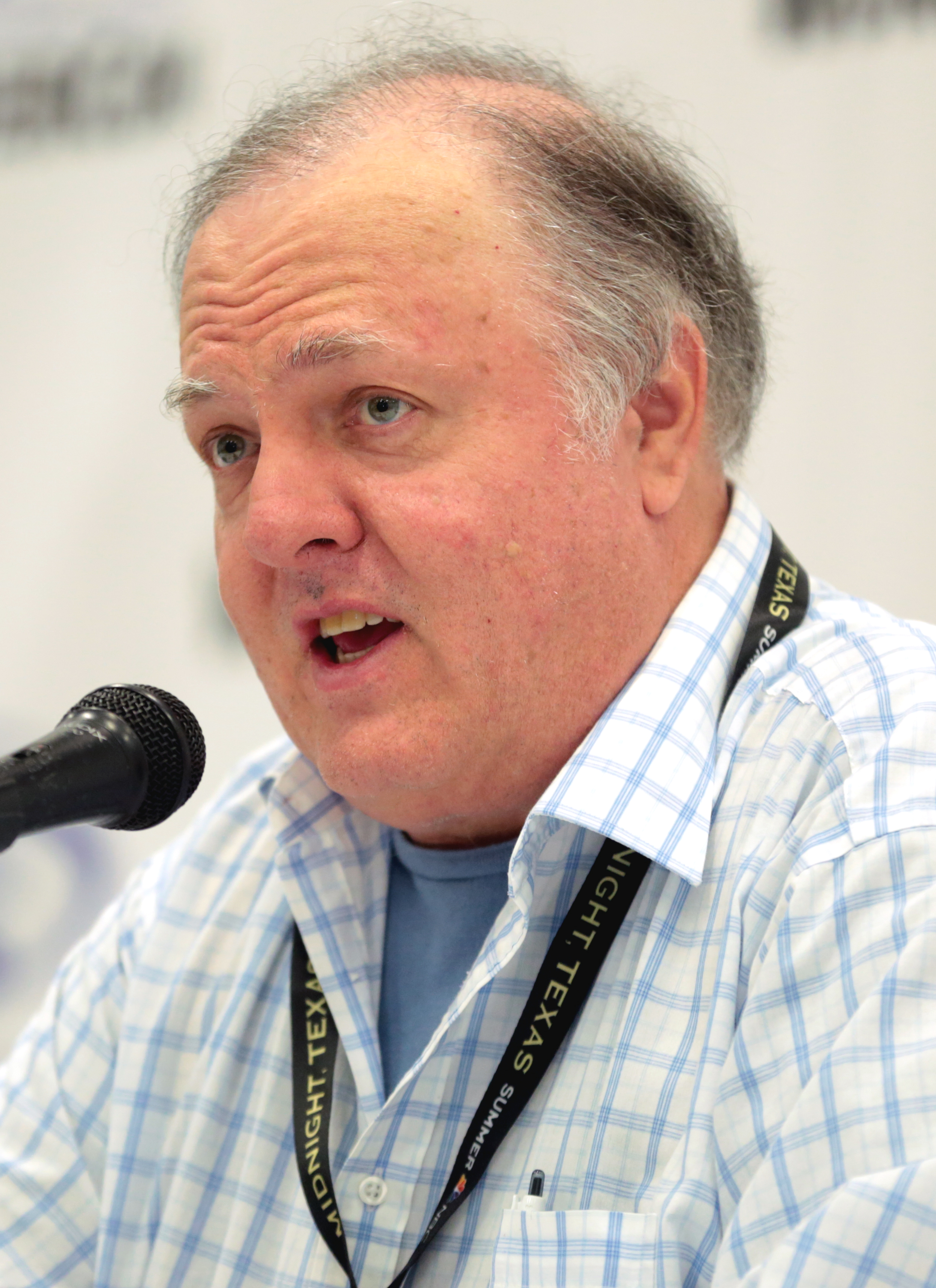
Mark Evanier em foto de 2017.